# بورکرسرودا
بورکرسرودا (به آلمانی: Burkersroda) یک منطقهٔ مسکونی در آلمان است که در بالگشتدت واقع شده‌است. بورکرسرودا ۳۲۳ نفر جمعیت دارد.